# Pensou em Mim
"Pensou em Mim" é um single da cantora brasileira Bruna Karla, que traz a participação do cantor Fernandinho, lançado em janeiro de 2020 pela gravadora MK Music, com produção musical de Bruno Santos, marido da cantora.
A canção foi gravada juntamente com o EP, Creio, em 2019, e foi composta por Beno César e Solange de César.
O videoclipe da canção foi lançado no canal da gravadora no YouTube e alcançou mais de 3 mil visualizações.